# بخش دانکرک
بخش دانکرک (به فرانسوی: Arrondissement de Dunkerque) یک بخش در فرانسه است که در نر واقع شده‌است.